# Ibn Kunasa
Abu Yahya Muhammad bin Kunasa, arabisch أبو يحيى محمد بن كناسة, DMG Abū Yaḥyā Muḥammad b. Kunāsa, (geb. 741 in Kufa, Irak, gest. 823/4 in Kufa), war ein im Abbasiden-Kalifat lebender arabischer Dichter, Philologe und Besitzer der Sängersklavin Dananir al-Kufiya.

## Leben
Ibn Kunasa wurde im Jahr 741 im irakischen Kufa geboren und wuchs dort auf. Er entstammte dem Stamm der Banu Asad und war ein Neffe des Mystikers Ibrahim ibn Adham (gest. 778).
Ibn Kunasa war ein geschätzter Dichter und Philologe, Kenner der aiyam und der frühen Poesie. Ebenso interessierte er sich für Astronomie und war ein Gewährsmann einer Vielzahl von Traditionsgelehrten. Zudem war er ein Spezialist für akhbar und Gedichte seines Stammesbruder al-Kumait, die er in Kufa bei Gelehrten der Banu Asad gelernt hatte. Nach Ibn al-Nadim hatte sein Diwan einen 50 Umfang von Seiten. Ebenso soll er Autor der Bücher Kitab Ma'ani asch-Schi'r, dem Astronomie-Buch Kitab al-Anwa' und weiterer Werke sein. 
Die arabischen Quellen zeichnen Ibn Kunasa als sanften, humorvollen, frommen, aber nicht puritanischen Mann. Er starb 823/4 in Kufa.

## Beziehung zu seiner Sklavin Dananir
Von einem Sklavenhändler erwarb Ibn Kunasa das Mädchen Dananir, das er bei sich aufzog und zu einer Sängersklavin ausbildete. Sie war eine muwallada, ein Kind von ethnisch verschiedenen Eltern und stammte wie Ibn Kunasa aus Kufa. Als Sängersklavin war sie in der arabischen Hochsprache, Literatur und Musik ausgebildet und eine begnadete Geschichtenerzählerin. Ibn Kunasa erlaubte Dananir ihre eigenen literarischen Salons zu unterhalten, die von der literarischen Elite besucht wurden. Ibn Kunasa lehnte es auch ab sie für das Angebot von tausenden Dirham oder Dinaren zu verkaufen. Sie starb bereits vor dem Ableben ihres Besitzers.

## Rezeption
In der klassisch-arabischen Literatur findet Ibn Kunasa unter anderem Erwähnung in den Werken von Ibn Qutaiba (828–889), Abū l-Faradsch al-Isfahānī (897–967), Ibn al-Nadim (gest. 995/998), Al-Safadi, und im Lexikon-Werk Masālik al-abṣār von Ibn Fadlallah al-Umari (1301–1349).